# Let Me Out (Gorillaz)
Let Me Out è un singolo del gruppo musicale britannico Gorillaz, pubblicato il 6 aprile 2017 come quinto estratto dal quinto album in studio Humanz.

## Descrizione
Quattordicesima traccia dell'album, Let Me Out ha visto la partecipazione vocale della cantante statunitense Mavis Staples e del rapper statunitense Pusha T.

Il brano venne composto da Damon Albarn in un viaggio in treno a New York. Il testo affronta argomenti politici, in particolare l'insediamento presidenziale di Donald Trump, come spiegato da Pusha T in un'intervista con Zane Lowe presso il programma radiofonico Beats 1:

## Tracce
Testi e musiche dei Gorillaz, Mavis Staples e Pusha T.
Download digitale
1. Let Me Out (feat. Mavis Staples & Pusha T) – 2:56

Download digitale – remix
1. Let Me Out (feat. Mavis Staples & Pusha T) (Banx & Ranx Remix) – 3:03

## Formazione
Musicisti
- Gorillaz – voce, strumentazione
- Mavis Staples – voce
- Pusha T – voce
- The Humanz – voci aggiuntive

Produzione
- Gorillaz, The Twilite Tone of DAP, Remi Kabaka – produzione
- Stephen Sedgwick – ingegneria del suono, missaggio
- Paul Bailey – ingegneria del suono aggiuntiva
- Samuel Egglenton – assistenza tecnica agli Studio 13
- Alex Baez, Jonathan Lackey – assistenza tecnica ai Chicago Recording Company
- John Davis – mastering

## Classifiche
| Classifica (2017)           | Posizione massima |
| --------------------------- | ----------------- |
| Francia                     | 155               |
| Nuova Zelanda (heatseekers) | 6                 |